# Tropiocolotes nubicus
Tropiocolotes nubicus är en ödleart som beskrevs av  Baha El Din 1999. Tropiocolotes nubicus ingår i släktet Tropiocolotes och familjen geckoödlor. IUCN kategoriserar arten globalt som otillräckligt studerad. Inga underarter finns listade i Catalogue of Life.